# Michael Coutts
Michael Coutts (* 23. November 1985 in Gisborne) ist ein neuseeländischer Skeletonpilot.
Michael Coutts aus Gisborne begann 2006 mit dem Skeletonsport und gehört seitdem auch zum Nationalkader seines Landes. Er studierte an der University of Otago und arbeitete als Assistent der Geschäftsleitung eines Geschäftes. Seine Trainer sind Russ Ward (Bahn) und Angus Ross (Sprint und Ausdauer). Er gab sein internationales Debüt 2006 im Rahmen des Skeleton-America’s-Cup. Bei seinem ersten Rennen in Calgary fuhr der Neuseeländer auf den 25. Platz. Bis Januar 2008 folgten nur sporadisch weitere Einsätze. Seitdem wechselte Coutts immer wieder zwischen den verschiedenen Rennserien America’s Cup und Skeleton-Intercontinentalcup. Bestes Ergebnis wurde zunächst ein 15. Rang im IC-Cup in Lake Placid. Bei der Junioren-WM 2008 in Igls wurde er 15. Nach mehreren Einsätzen im IC-Cup in der Saison 2008/09 startete Coutts im Januar 2009 am Königssee erstmals im Skeleton-Weltcup und wurde dort 25. Nur wenig später wurde er an selber Stelle Neunter der Junioren-WM. In der Folgezeit kam Coutts weiterhin vor allem im America’s-Cup und im Intercontinentalcup zum Einsatz, erreichte aber in beiden Rennserien selten einstellige Resultate. Sein Ziel, eine Teilnahme an den Olympischen Winterspielen 2010 von Vancouver verpasste der Neuseeländer. Daraufhin revidierte er seinen Plan seine Karriere zu beenden und setzt sie weiterhin fort. In Calgary konnte er im zweiten Rennen der Weltcup-Saison 2010/11 mit Rang 19 eine neue persönliche Bestleistung erreichen.